# Klubbheads
Klubbheads – holenderski zespół muzyki tanecznej.

## Historia
Koen Groeneveld (DJ Boozy Woozy) i Addy van der Zwan (Itty Bitty) w 1990 rozpoczęli współpracę, zespół powstał jednak po spotkaniu z Janem Voermans (Greatski) w 1995. W 1996 wydali swój singiel "Klubbhopping", który stał się hitem i zajął 10 miejsce na UK Singles Chart w maju 1996. Swój pierwszy album "Hard Kick You" wydali jako Klubbhead w 1998.
Zespół posiadał wiele różnych nazw, między innymi Hi Tack oraz Drunkenmunky, wydawał różne klubowe utwory między innymi "E" albo "Yeah!".
Klubbheads jest uważany za jednego z pionierów wiksy, a dzięki produkcji "Turn Up the Bass" wypromował charakterystyczne brzmienie oraz linie basu tej muzyki.

## Dyskografia

### Jako Klubbheads
- 1995 "Cha Cha"
- 1995 "Work This Pussy"
- 1996 "The Magnet"
- 1996 "Klubbhopping" (UK Singles Chart #10)
- 1997 "Discohopping" (UK Singles Chart #35)
- 1998 "Kickin' Hard" (UK Singles Chart #36)
- 1998 "Raise Your Hands" (with Mark van Dale)
- 1999 "Release the Pressure"
- 2001 "Turn Up the Bass"
- 2000 "Big Bass Bomb"
- 2001 "Hiphopping"
- 2001 "Here We Go"
- 2001 "Kickin' Hard (Remixes 2001)"
- 2002 "Let The Party Begin"
- 2003 "Somebody Skreem!"
- 2003 "Bounce To The Beat"
- 2004 "Dutch Klubb Dubbs"
- 2004 "Klubbslang"
- 2005 "Turn Up The Bass (2005 Remixes)"
- 2005 "Dutch Klubb Sessions #1"

### Jako Drunkenmunky
- 2002: "E"
- 2003: "The Grabbing Hands"
- 2003: "The Bootleg"
- 2004: "Yeah!"
- 2004: "Calabria"
- 2005: "Geht’s Noch?"

### Jako Hi_Tack
- 2005 "Say Say Say (Waiting 4 U)" (UK Singles Chart #4)
- 2007 "Let's Dance" (UK Singles Chart #38, UK Indie Chart #3)
- 2008 "Silence"
- 2008 "I Don't Mind"

### 3 Dubbs In A Sleeve
- 1996 "Volume 1"
- 1997 "Volume 2"
- 2000 "Klubbin' And Dubbin' EP"
- 2000 "Full Dubb Boogie EP"

### Bamboo Sessions
- 2003 "Bamboo Sessions #1"
- 2004 "Bamboo Sessions #2"
- 2004 "Bamboo Sessions #3"
- 2004 "Bamboo Sessions #4"
- 2005 "Bamboo Sessions #5"

### B.I.G.
- 1997 "The DJ Files 1 EP"
- 1999 "The DJ Files 2"
- 2002 "Peak Hour Insanity"
- 2004 "Break Dance Electric Boogie"

### Cab'n'Crew
- 1998 "Disarm Slidebars EP"
- 1998 "The Flying Dutchman EP"
- 1999 "Domestic Turbulence EP"
- 1999 "Pure (Aviation)/Cab 'N' Pressure"
- 2000 "Cityhopping"

### Code Blue
- 1996 "Bonkers EP"
- 1997 "More Bonkers EP"
- 1998 "Bonkers In Hamburg EP"

### Da Klubb Kings
- 1997 "It's Time 2 Get Funky"
- 1998 "Don't Stop"
- 1999 "Everybody Pump It"
- 2001 "La Di Da Di"
- 2001 "Let's Go"
- 2002 "Two Thumbs Up!"
- 2004 "Neh Neh Oh Neh Neh"
- 2005 "Welcum To The Good Ol'Days EP"

### Da Techno Bohemian
- 1996 "Bangin' Bass"
- 1997 "Pump The Bass"
- 1998 "Bangin' Bass '98"
- 2002 "Bangin' Wit A Gang Of Instrumentals"
- 2002 "Droppin' The Instrumentals"
- 2002 "Pump The Bass 2002"

### DJ BoozyWoozy
- 2000 "Pizzi's Revenge"
- 2000 "R U Ready?/328 Ways To Do Angelina"
- 2001 "The Slim Boozy EP"
- 2001 "Party Affair"
- 2002 "Jumpin' Around"
- 2002 "Booze It Up"
- 2002 "One More Try"
- 2003 "I Wanna Fly"
- 2003 "Raise Ya Hands Up (Oh Oh)"
- 2004 "Life Is Music"
- 2004 "The Dancefloor"
- 2005 "Promised Land"

### DJ Disco
- 1997 "Da Techno Bohemian Presents Dirty Disco Dubs"
- 1998 "Stamp Your Feet"
- 1999 "Let's Dance"
- 1999 "Dirty Disco Dubs 2"
- 1999 "Reach 2 The Top/Superfreak"
- 2003 "Get Up"
- 2005 "Stamp Your Feet (2005 Remixes)"

### Greenfield
- 1995 "No Silence"
- 1998 "The Wicked Club Sandwich EP"
- 1998 "Violet Club Sandwich"
- 1999 "Forever"
- 2001 "Took Away My Love/The Moment"
- 2004 "Les Sons D'Amour"
- 2006 "Test"

### Itty Bitty Boozy Woozy/IttyBitty, BoozyWoozy & Greatski
- 1995 "Tempo Fiesta (Party Time)"
- 1997 "Luv Song"
- 1997 "Pumped Up Funk"

### J.A.K.
- 1999 "I'm Gonna Dis You"
- 2000 "Everybody In Da Place!"
- 2001 "The Rap"

### Rollercoaster
- 1997 "Keep It Goin'"
- 1998 "Keep The Frequency Clear"
- 1999 "Come With Me"
- 2001 "Don't Hold Me Back"
- 2004 "Damn"

### Trancemission
- 1990 "No More Mindgames"
- 1991 "Trancemission (Rock Da House)"
- 1992 "The Pollution EP"
- 1993 "Inner Joy"

### The Ultimate Seduction
- 1992 "The Ultimate Seduction"
- 1992 "House Nation"
- 1993 "Ba Da Da Na Na Na"
- 1994 "Together Forever (You & Me)"
- 1996 "The Ultimate Seduction/Organ Seduction '96)"
- 1997 "A Waking Nightmare"
- 1999 "Get Down And Party"
- 2001 "The Ultimate Seduction 2001"
- 2001 "It's Time To Jam"
- 2004 "The Ultimate Seduction 2004"

### Albumy
- 1997: The First... The Best... The Hottest Disco Album In The World... Ever!, jako DJ Disco
- 1998: Kick You Hard
- 2000: Discofreaks, jako DJ Disco
- 2001: Front to the Back